# Paolo Borsellino (miniserie televisiva)
Paolo Borsellino è una miniserie televisiva italiana del 2004 diretta dal regista Gianluca Maria Tavarelli, con protagonista Giorgio Tirabassi.
Ambientata a Palermo, narra la storia dal 1980 al 1992 del pool antimafia dei giudici Giovanni Falcone e Paolo Borsellino, sotto la guida di Rocco Chinnici, e successivamente dal giudice Antonino Caponnetto, nella disperata e impegnata guerra contro la mafia.
La miniserie è composta da due puntate della durata di 100 minuti ciascuna, che vennero trasmesse in prima visione l'8 e il 9 novembre 2004 su Canale 5.

## Trama

### Prima parte (1980 - 1986)
Il giudice Paolo Borsellino apprende dalle indagini del capitano dei carabinieri Emanuele Basile - in seguito assassinato in un agguato - della prossima alleanza tra la mafia palermitana (ritenuta in declino) e quella corleonese. Insieme ai colleghi Giovanni Falcone e Rocco Chinnici, Giuseppe Di Lello, Leonardo Guarnotta e ai commissari Giuseppe Montana e Ninni Cassarà, Borsellino crea un pool investigativo sulla "nuova" mafia dedita al traffico di droga e in grande espansione, grazie all'appoggio di banchieri e politici incensurati. I successivi clamorosi arresti trasformano Borsellino e i suoi collaboratori in un bersaglio della mafia. Il primo a cadere sarà Rocco Chinnici nel 1983, per un'autobomba nei pressi della propria abitazione.
Intanto le rivelazioni del boss pentito Tommaso Buscetta portano al primo maxiprocesso contro la mafia siciliana, che eliminerà i grandi vertici di Cosa Nostra; i commissari Montana e Cassarà vengono però assassinati a distanza di pochi giorni nell'estate del 1985, mentre la vita blindata dei superstiti si fa sentire con tutto il suo peso sulla famiglia Borsellino: è in particolare la figlia adolescente del giudice a pagarne il prezzo più alto, ammalandosi di anoressia nervosa. Nel 1986 Borsellino, una volta avviato il maxiprocesso e resosi più libero dalla zona di Palermo, sceglie di diventare Procuratore della Repubblica a Marsala per indagare sul traffico illecito tra Italia e Stati Uniti.

### Seconda parte (1992)
Nel 1992 Giovanni Falcone ottiene la creazione a Roma della Direzione nazionale antimafia (la "superprocura"), ma viene ucciso insieme alla moglie Francesca Morvillo e alla scorta, prima di poterne assumere la direzione. Ormai consapevole della fine prossima, e della presenza di traditori nello stesso Palazzo di Giustizia, Borsellino si isola sempre di più, continuando le indagini dei colleghi e cercando, per quanto possibile, di preparare i familiari e i fedeli agenti della scorta all'inevitabile fine, che avverrà il 19 luglio 1992 con un attentato mafioso in pieno centro a Palermo.

## Ascolti
| Puntata | Messa in onda   | Telespettatori | Share  |
| ------- | --------------- | -------------- | ------ |
| 1       | 8 novembre 2004 | 9.973.000      | 35,60% |
| 2       | 9 novembre 2004 | 11.694.000     | 41,94% |

## Differenze con la realtà
- Quando Ninni Cassarà venne ucciso sotto casa, la macchina che lo scortava era una Alfetta e non una Fiat Regata. La morte del commissario inoltre avvenne in modo diverso: nel film viene mitragliato da un commando di mafiosi nascosti dietro gli alberi, nella realtà invece i mafiosi si erano appostati sulle finestre e sui piani dell'edificio di fronte.
- Nel 1980 Manfredi Borsellino aveva nove anni, mentre nel film viene rappresentato come un adulto.
- Nell'attentato a Falcone, l'autista Costanza viene rappresentato come un membro della scorta, armato e con il giubbotto antiproiettile. In realtà era un autista, civile, del Ministero di Grazia e Giustizia.
- Nel film il personaggio di Emanuela Loi viene rappresentata con i capelli neri, ma nella realtà aveva i capelli castani.
- In alcune scene i convogli di Falcone e Borsellino sono composti anche da vetture come Fiat Tempra, Alfa Romeo 75 e Lancia Thema: in realtà erano composti unicamente da Lancia Thema e da Fiat Croma, l'auto "blindata di stato" dell'epoca.
- In questo sceneggiato stranamente non viene trattato il personaggio di Rita Atria, testimone di giustizia che Paolo Borsellino incontrò nel 1991 quando era a Marsala e al quale ella si legò moltissimo. Rita Atria si suiciderà una settimana dopo la strage di Via D'Amelio.
- Quando il Capitano Emanuele Basile comunica a Borsellino il trasferimento, la caserma da lui citata è quella di Gioia Tauro (RC), mentre nella realtà doveva essere trasferito a San Benedetto del Tronto (AP).
- In una delle scene successive all’omicidio del capitano Basile, si intravede una Fiat Marea con livrea della Polizia. Tale automobile all'epoca non esisteva, essendo stata prodotta a partire dal 1997.
- Quando il figlio Manfredi afferma di aver studiato tutta la notte la Truffa e la Rapina, Borsellino ricorda quanto fosse arduo l'esame di procedura penale. In realtà questi argomenti appartengono al programma di Diritto Penale.
- L'intervista che Borsellino rilascia a Lamberto Sposini per conto del TG5 in realtà si svolge nell'abitazione del giudice e non nel suo ufficio in Procura. Nel film la cosa è resa palese dalla frase rivolta al giudice da Antonio Ingroia, in cui invita il primo a affrettarsi in ufficio dove lo aspetta un giornalista.
- Quando Borsellino e Falcone parlano del rapporto con Buscetta durante l'infanzia, affermano di averlo conosciuto all'età di 8 anni. In realtà Buscetta era nato nel 1928, mentre i giudici circa una decina d'anni più tardi (Falcone nel 1939, Borsellino nel 1940). (In realtà nel film non viene mai detto da nessuno di loro di aver conosciuto Buscetta, bensì che egli alla età di 8 anni era già un capo).
- In una parte della miniserie ambientata nel 1980, viene mostrato il commissario Beppe Montana lamentarsi con il Questore a causa del guasto al motore dell'auto di servizio con la quale effettuava i pedinamenti ai mafiosi. L'auto in questione è una Fiat Argenta, entrata in produzione nel 1981 e non in dotazione alle Forze dell'Ordine.
- Nella scena dell'attentato a Rocco Chinnici, l'autobomba è una Fiat 127 blu mentre nella realtà era una Fiat 126 verde, lo stesso modello che verrà poi utilizzato nove anni dopo per l'attentato a Borsellino.
- Nel film il personaggio di Ninni Cassarà viene rappresentato senza i baffi, ma nella realtà li aveva. Il personaggio di Beppe Montana, al contrario, è rappresentato con i baffi ma in realtà era senza baffi. Stessa cosa anche per il personaggio di Falcone che negli anni 80 appariva con la barba in alcune occasioni, ma nel film viene rappresentato solo e sempre con i baffi.
- In alcune scene del film si intravedono delle bandierine per i festeggiamenti del Palermo che venne promosso in serie A nel 2004, anno in cui fu girata la miniserie. Nel 1992, al contrario, la squadra siciliana era stata retrocessa in serie C.